# Эверланн, Арнульф
Арнульф Эверланн (норв. Ole Peter Arnulf Øverland; 27 апреля 1889, Кристиансанн — 25 марта 1968, Осло) — норвежский поэт.

## Биография
Участник социалистического движения в Норвегии. В 1933 году привлекался к суду по обвинению в богохульстве за произнесённую им речь «Христианство - десятая чума», но был оправдан.
В 1941—1945 годах — узник немецких концлагерей Грини и Заксенхаузен.
В 1944 году был номинирован на Нобелевскую премию по литературе.
Избран председателем союза писателей Норвегии в 1952 году.
В 1960-х годах прекратил связи с социалистами.

## Творчество
По мнению Н. И. Крымовой, стихотворения Эверланна, написанные в начале XX века, отмечены печатью грусти и одиночества. В 1930-х годах Эверланн выражал протест против капитализма, поддержку Народного фронта в Испании и позиции СССР (сборники «Я заклинаю тебя», 1934; «Красный фронт», 1937). Вместе с тем, осудил сталинские репрессии. В годы Второй мировой войны Эверланн воспевал антифашистскую борьбу («Мы все переживём», 1945). В послевоенные годы сочинял стихи («Дымящая свеча», 1960; «На горе Нево», 1962), новеллы, пьесы, работал в области языкознания, был противником модернизма.
В брошюрах «Не отменён ли наш язык?» (1940) и «Как часто мы будем менять язык?» (1948) активно выступал против синтеза риксмола и лансмола.

## Сочинения
- Samlede dikt, bd 1—6, Oslo, 1947—1961; Noveller i utvalg, Oslo, 1963 (норв.)
- Стихи. // Современная скандинавская поэзия, М., 1959.
- Рассказы. // Норвежская новелла, Л., 1974.
- Два стихотворения (недоступная ссылка). БВЛ, серия третья — 152. Западноевропейская поэзия XX века.